# 중앙고등학교
중앙고등학교(中央高等學校)는 대한민국 서울특별시 종로구 계동에 있는 고등학교이다.

## 학교 연혁
- 1908년 6월 1일 : 기호흥학회 특별총회, 기호학교 설립안 가결
- 1908년 6월 20일 : 기호학교 개교, 초대 교장 윤효정(尹孝定) 취임
- 1909년 9월 10일 : 융희 학교 개교, 초대 교장 유길준 취임
- 1910년 11월 7일 : 기호학교, 융희학교 통합하고 중앙학교로 개칭. 무궁화 모표 제정
- 1910년 11월 22일 : 기호학회가 호남, 교남, 서북, 관동 등 여러 학회와 합병하여 중앙학회가 되자 교명도 중앙학교로 개칭
- 1912년 5월 : 중앙학회 총독부 인가 받음
- 1914년 7월 24일 : 중앙학교 교가 최남선 작사
- 1915년 4월 27일 : 중앙학교 인촌 김성수 인수
- 1917년 12월 1일 : 설립자 김기중이 새로 지은 중앙학교 계동 교사로 이사
- 1917년 : 인촌, 중앙학교 교지(敎旨)로 ‘웅원(雄遠), 용견(勇堅), 성신(誠信)’을 창안 제정
- 1921년 4월 1일 : 사립중앙고등보통학교(약칭 중앙고보)로 개칭
- 1937년 9월 27일 : 새 석조 본관 건물 신축공사 낙성 개관식
- 1938년 4월 1일 : 중앙중학교로 개칭
- 1946년 9월 2일 : 조선임시과도 정부의 교육령으로 6년제 중학교가 됨
- 1950년 4월 30일 : 대한교육법에 의하여 4년제 중학교가 됨
- 1950년 5월 22일 : 중앙중학교, 중앙고등학교 병설
- 1964년 4월 25일 : 재단법인 중앙학원, 학교법인 고려중앙학원으로 명칭변경
- 1966년 6월 1일 : 신관 신축 낙성
- 1977년 6월 1일 : 어학관(현 예능관)을 준공
- 1981년 9월 25일 : 문화재관리국에서 본교 본관과 동관, 서관을 각각 사적 제281호, 제282호, 제283호로 지정
- 1992년 2월 27일 : 원파기념관 준공식과 좌우명비 제막식
- 2006년 5월 30일 : 개교 100주년 기념관(‘일민정보과학관’, ‘일민체육관’) 준공
- 2008년 2월 16일 : 대 운동장을 인조 잔디 축구장으로 조성 개장
- 2008년 6월 20일 : 개교 100주년 기념식 및 ‘인문학 박물관’ 개관
- 2009년 7월 14일 : 자율형사립고 지정
- 2012년 2월 28일 : 기숙사(생활관) 준공
- 2012년 5월 24일 : 제15대 김재호 이사장 취임
- 2013년 3월 1일 : 제30대 김종필 교장 취임

## 문화재로 지정된 건축물

### 본관
본관은 본디 중앙고보 본관으로, 이 건물이 세워지기 전에 이미 구 본관이 있었다. 김성수가 이 학교를 인수한 후 1917년 현 위치에 새 교사를 건립하였는데, 그 당시 학교 부지는 4,311평의 넓이로, 종로구 계동 1번지 언덕의 방한칠 집터였다.
최초로 건립된 구 본관은 1917년 12월에 벽돌 2층, 연면적 104평 규모로 준공되었다. 이어 구 본관의 동서측에 대칭으로 벽돌조로 서관과 동관을 건립하였다. 이들 건물의 설계자는 나카무라 요시헤이이다. 구 본관은 1층에 교장실ㆍ서무실ㆍ교무실ㆍ회의실ㆍ감독실ㆍ보존실을 두고, 2층에 교실 4개를 두었다. 이 건물은 1934년 12월 13일 화재로 소실되었다.
그리하여 새로 지어진 건물이 현재의 중앙고등학교 본관으로, 김성수는 이미 보성전문학교 본관을 설계하기도 했던, 그 당시 한국의 대표적인 건축가인 박동진에게 신 본관 설계를 의뢰하였다.

### 서관
서관도 처음에는 중앙고보 서관으로서 세워진 건물이다. 이 건물은 1921년 10월 30일 구 본관 서측에 연건평 180평의 적벽돌조 지상 2층으로 건립되었다(신 본관은 석조). 구 본관과 마찬가지로 나카무라 요시헤이가 설계하였다.
서관은 적벽돌 외장 마감에 화강암을 일부 혼용하여 고딕풍으로 벽면이 구성되었다. 지붕은 박공 경사지붕으로, 삼각형 지붕 돌출창을 두고 슬레이트 이음으로 마감하였다.

### 동관
동관 역시 처음에는 중앙고보 동관으로 준공된 건물이다. 이 건물도 나카무라 요시헤이의 설계로 1923년 10월에 연면적 647.93m2, 2층 벽돌조로 준공되었다. 서관과 대칭되는 건물로, 구조ㆍ규모ㆍ의장 등이 서관과 유사하다.
대부분의 창문은 수평아치로 되어 있으며, 돌출된 박공면의 2층 창문은 뾰족아치로 강조하였다. 이들 아치에 화강암을 끼워 넣어 통일된 적벽돌 외벽면에 변화를 준다. 지붕에는 삼각형 돌출창을 두고 굴뚝을 노출시켰다. 이 건물도 서관과 같이 고딕풍이라 할 수 있다.

## 운동부
축구부와 야구부를 운영하고 있다. 축구부는 1918년에 창단하여 1921년 제1회 전조선축구대회에 참가하였고초창기 한국 축구 발전에 공헌하였다.

## 참고 문헌
- 중앙고등학교 - 한국교육학술정보원 학교알리미
- 중앙고등학교 본관 - 국가유산청 국가유산포털
- 중앙고등학교 서관 - 국가유산청 국가유산포털
- 중앙고등학교 동관 - 국가유산청 국가유산포털

## 같이 보기
- 중앙고등학교 야구단
- 중앙고등학교 축구단
- 중앙고등보통학교 농구단
- 중앙고등보통학교 럭비단
- 중앙고등보통학교 육상단
- 중앙고등보통학교 정구단
- 중앙고등보통학교 줄다리기단